# Francesco Speroni

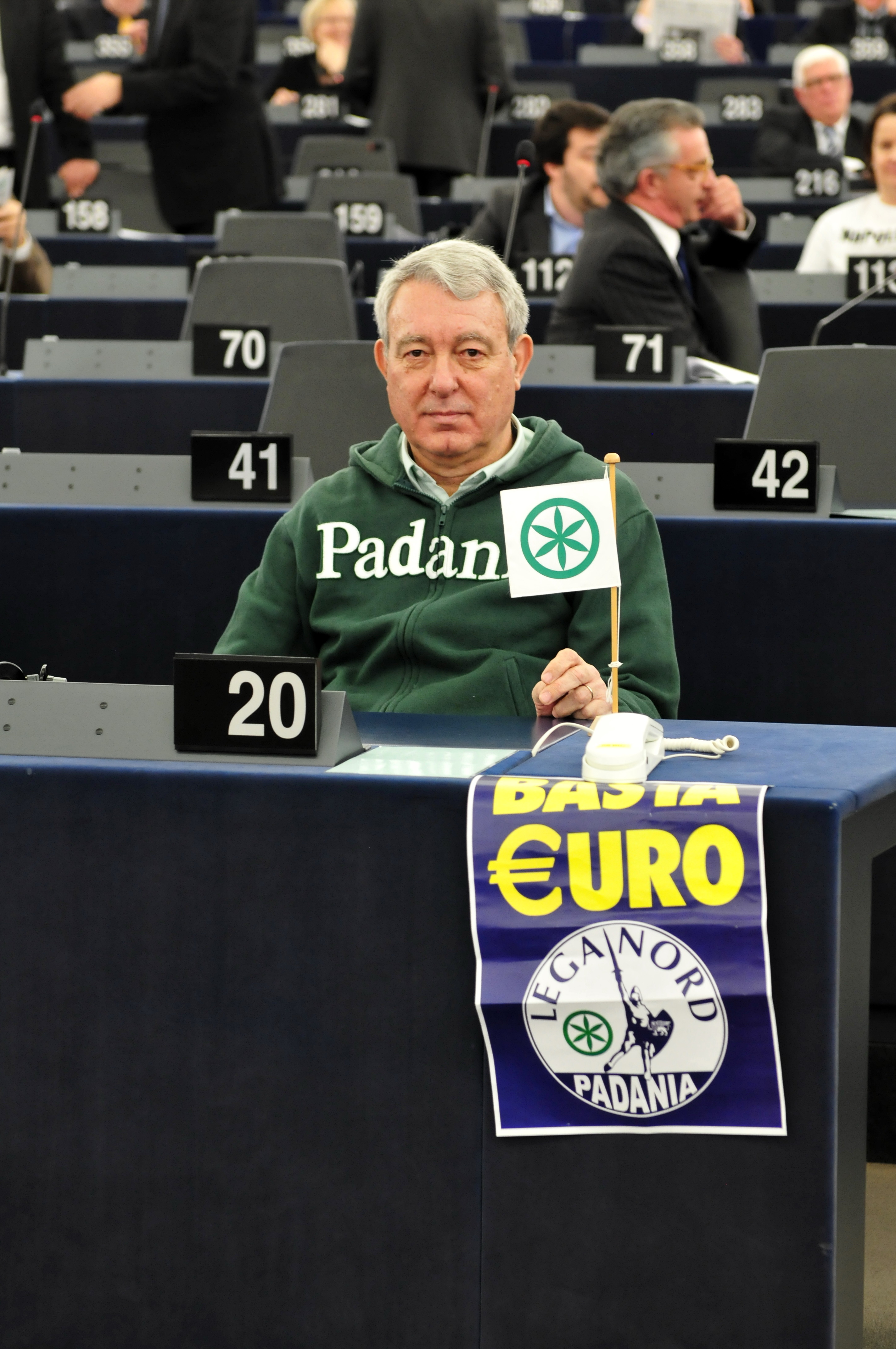
Francesco Speroni 2014 im Europaparlament

Francesco Enrico Speroni (* 4. Oktober 1946 in Busto Arsizio) ist ein italienischer Politiker der regionalistisch-rechtspopulistischen Partei Lega Nord (LN). Er war von 1989 bis 1994 sowie von 1999 bis 2014 Mitglied des Europäischen Parlaments und dort von 2009 bis 2014 Ko-Vorsitzender der Fraktion Europa der Freiheit und der Demokratie (EFD). Von 1992 bis 2001 gehörte er dem italienischen Senat an, wo er 1992–1994 und 1996–1998 der Fraktion der Lega Nord vorstand.

## Leben
Speroni arbeitete von 1970 bis zu seiner Wahl ins EU-Parlament 1989 als Flugingenieur bei Alitalia. Daneben schloss er 1975 ein Studium in Politikwissenschaft und 1999 in Rechtswissenschaft ab. 1980/81 war er Vorsitzender des Verbands der Flugingenieure.
Als Mitglied der für die Autonomie der Region Lombardei eintretenden Lega Lombarda war er ab den achtziger Jahren Mitglied der Gemeinderäte von Albizzate (1986), Samarate (1987–90) und Busto Arsizio (seit 1990). Als die Lega Lombarda bei der Europawahl 1989 erstmals zwei Sitze im Europäischen Parlament errang und der Parteivorsitzende und Spitzenkandidat Umberto Bossi auf sein Mandat verzichtete, wurde Speroni Europaabgeordneter. Bis April 1994 saß er in der Regenbogenfraktion, dann wurde die Lega Nord von der Europäischen Freien Allianz suspendiert und Speroni war bis zu seinem Ausscheiden aus dem EU-Parlament im Mai 1994 fraktionslos. Von 1989 bis 1991 war er stellvertretender Vorsitzender des Ausschusses für Recht und Bürgerrechte im Europäischen Parlament. 

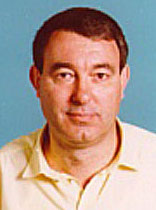
Porträt Speronis als Senator

Zudem war Speroni von 1991 bis 1993 „nationaler Präsident“ der Lega Lombarda, die zu dieser Zeit bereits eine der konstitutiven Teilorganisationen der Lega Nord war. Das Amt des Parteipräsidenten ist eher repräsentativ, die eigentliche Parteiführung kam dem „nationalen Sekretär“ Umberto Bossi zu. Bei der Parlamentswahl 1992 zog die Lega Nord erstmals in Fraktionsstärke in beide Kammern des italienischen Parlaments ein. Speroni wurde als Vertreter der Lombardei in den Senat gewählt, wo er den Vorsitz der neugegründeten Lega-Fraktion übernahm. 
Bei der vorgezogenen Parlamentswahl im März 1994, die erstmals nach dem neuen Wahlrecht abgehalten wurde (teils Mehrheits-, teils Verhältniswahl) errang Speroni als Kandidat des Mitte-rechts-Bündnisses Polo delle Libertà im Wahlkreis Busto Arsizio das Direktmandat für den Senat. Anschließend trat die Lega Nord in die Regierung ein. In Silvio Berlusconis erstem Kabinett wurde Speroni am 10. Mai 1994 zum Minister ohne Geschäftsbereich ernannt, zuständig für institutionelle Reformen. Dieses Amt übte er bis zum Bruch der Koalition im Januar 1995 aus. Nach der abermals vorgezogenen Neuwahl im April 1996 war er bis Mai 1998 wieder Fraktionsvorsitzender der Lega, dann wurde er von Luciano Gasperini abgelöst. Von 1996 bis 2000 war Speroni zudem Mitglied der Parlamentarischen Versammlung des Europarats und der WEU.
Bei der Europawahl 1999 wurde er erneut ins Europaparlament gewählt, dem er seitdem drei Legislaturperioden bis 2014 angehörte. Von Juli 1999 bis Oktober 2001 war Speroni einer der beiden Vorsitzenden der Technischen Fraktion der Unabhängigen Abgeordneten (neben Gianfranco Dell’Alba von der Lista Emma Bonino). Nachdem ein Urteil des Europäischen Gerichtshofs die technische Fraktion wegen fehlender politischer Zusammengehörigkeit aufgelöst hatte, war er 2001 bis 2004 fraktionslos. Nach der Europawahl 2004 schloss sich die Lega Nord der europaskeptischen Fraktion Unabhängigkeit/Demokratie an, wurde jedoch im April 2006 wieder daraus ausgeschlossen. Acht Monate später wurden Speroni und die anderen Europaparlamentarier der Lega Mitglieder der nationalkonservativen Fraktion Union für ein Europa der Nationen (UEN). Von 2007 bis 2009 war er erneut stellvertretender Vorsitzender des Rechtsausschusses. 
Nach der Europawahl 2009 schließlich war die Lega Nord an der Gründung der neuen rechtskonservativ-europaskeptischen Fraktion Europa der Freiheit und der Demokratie (EFD) beteiligt. Zusammen mit dem Briten Nigel Farage (UKIP) wurde Speroni Fraktionsvorsitzender. Bis zum Ende der Legislaturperiode 2014 war er weiterhin Mitglied im Rechtsausschuss des Europaparlaments, außerdem stellvertretender Vorsitzender der Delegation in der Paritätischen Parlamentarischen Versammlung AKP-EU. Bei der Europawahl 2014 trat Speroni nicht mehr an, sodass sein Mandat endete.
Im Juli 2011 erregte Speroni internationale Aufmerksamkeit, als er sich seinem Parteikollegen Mario Borghezio anschloss, der Unterstützung für Ideen von Anders Breivik, den Täter des rechtsterroristischen Massenmords in Oslo und Utøya äußerte.